# Marcellinus (veldheer)
Marcellinus (ca. 400-468) was een West-Romeinse generaal in de tweede helft van de 5e eeuw, die in de periode 455-457 en 461-467 semi onafhankelijk van het rijk opereerde. Hij verwierf in 467 de prestigieuze titel van patricius.

## Familie
Marcellinus kwam uit een onbekende familie van hoogwaardigheidsbekleders in Dalmatië. Hij had een zuster, wiens zoon Julius Nepos, de latere laatste West-Romeinse keizer werd. Zijn zwager Nepotianus was evenals hij generaal in het Romeinse leger.

## Militaire loopbaan
Marcellinus diende als jong officier in het leger onder de West-Romeinse generaal en regeringsleider Aëtius. Hij behoorde tot diens intimi, evenals Majorianus de het tot keizer schopte van het West-Romeinse rijk. Omstreeks 450 bekleedde hij de rang van regionale commandant (graaf), comes rei militaris, in de provincie Dalmatië, het westelijke deel van Illyricum. Daarmee was hij de hoogste bestuurder en militair van deze provincie.

### Semi onafhankelijk

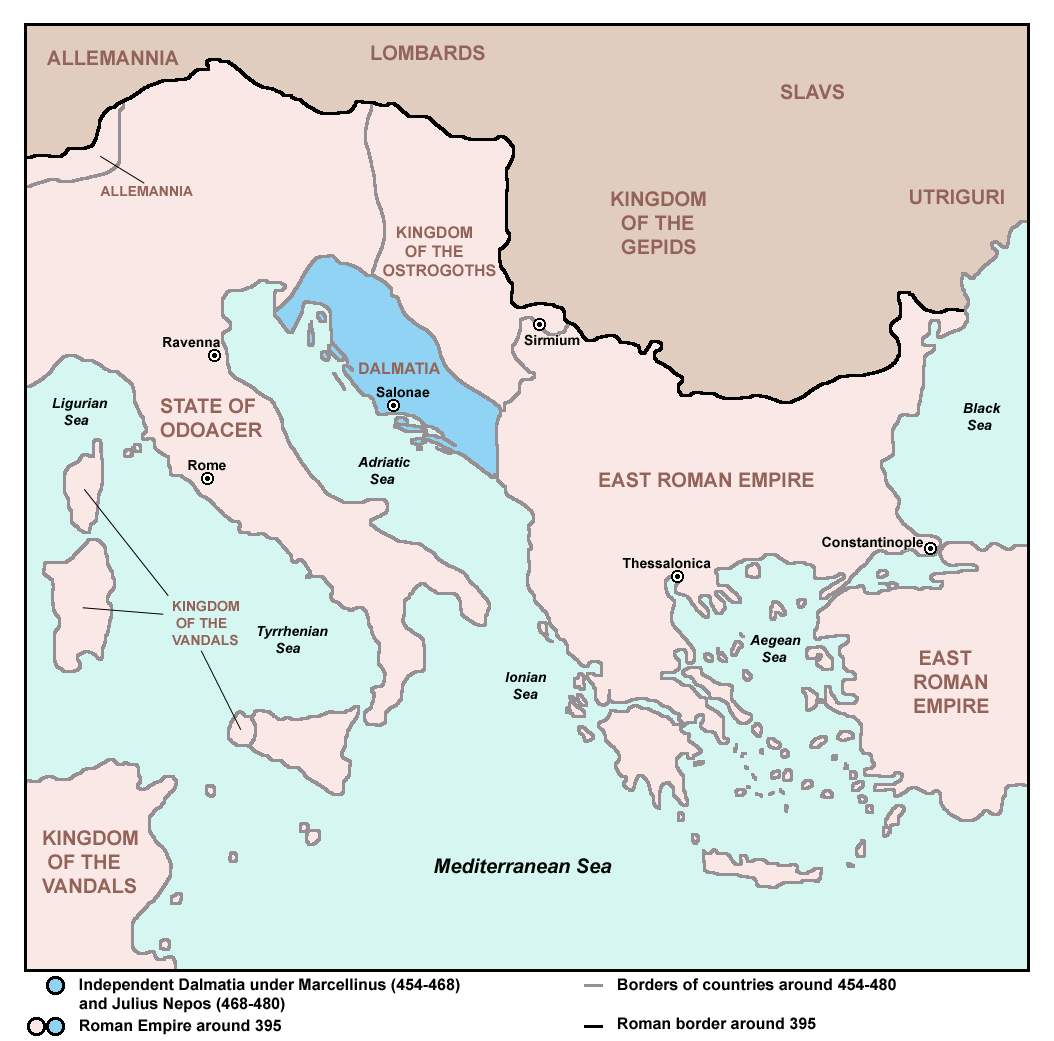
Het gebied Dalmatië dat door Marcellinus gecontroleerd werd in de periode (455-468)

Marcellinus brak na de moord op Aëtius, door keizer Valentinianus III op 21 september 454, met het centraal gezag. In Dalmatië vestigde hij een semi-onafhankelijke heerschappij, die stilzwijgend werd erkend door de Oost-Romeinse keizers. Marcellinus' macht steunde op zijn goede connecties met de leidende regionale families,
de rijke opbrengsten uit de edelmetaalafzettingen, en het opperbevel over de Dalmatische troepen. Door de financiële middelen waarover hij beschikte kon Marcellinus bovendien extra soldaten (foederati) rekruteren uit de volkeren in de noordelijke Balkan.
Marcellinus keerde terug binnen het rijk in 457, toen Maiorianus, een bevriende generaal, tot nieuwe West-Romeinse keizer werd gekozen. Zij waren beiden volgelingen geweest van Aëtius. Marcellinus steunde Maiorianus in diens streven de Romeinse macht in het westen te herstellen. Zijn hulp bestond voornamelijk uit het leveren van troepen en het geven van logistieke steun door zijn vloot beschikbaar te stellen. De benoeming van Marcellinus’ zwager Nepotianus tot generaal om naast Ricimer de operaties tegen de Vandalen in Africa te leiden was een tweede belangrijke reden voor zijn steun aan de keizer. Marcellinus zelf opereerde in 460 met zijn eenheden op Sicilië en was in staat het eiland te beschermen tegen een inval van de Vandalen vanuit Afrika.

### Vijandschap met Ricimer
De campagnes van Maiorianus in Gallië en Spanje verliepen succesvol, opstandige foederati als de Sueven, Bourgonden en Franken werden gedwongen het Romeins gezag te erkennen. De operatie tegen de Vandalen in Africa daarentegen verliep desastreus. De gezamenlijk vloot van oost en west werd namelijk compleet vernietigd door de Vandalen. Keizer Maiorianus kwam hierdoor enorm in de problemen, in augustus 461 werd de keizer op instigatie van de generaal Ricimer afgezet en geëxecuteerd. Vervolgens wist Ricimer, als de nieuwe sterke man in het westelijk rijk, Marcellinus’ troepen bij hem weg te lokken door ze geld te beloven.
Door deze gebeurtenissen werd Marcellinus gedwongen Italië te verlaten. Hij keerde terug naar Dalmatië en scheidde zich opnieuw af van het formeel gezag door de positie van de door Ricimer benoemde keizer Libius Severus niet te erkennen. Ricimer kwam echter niet militair tussenbeide, omdat Marcellinus werd gesteund door de Oost-Romeinse keizer Leo I. Ook generaal Nepotianus werd uit zijn ambt gezet. Een gerucht dat Marcellinus van plan was Italië aan te zullen vallen, bracht de Romeinse senaat ertoe een afvaardiging naar Leo te sturen, die de Dalmatische heerser opdroeg af te zien van dergelijke plannen. Volgens kroniekschrijver Hydatius zou Marcellinus in 465 nog wel militaire acties tegen het westelijk rijk hebben verricht op het eiland Sicilië.

## Dood
In het voorjaar van 467 vergezelde Marcellinus Anthemius, die door Leo als nieuwe keizer van het westen was aangesteld, met een leger naar Italië. Na zijn troonsbestijging werd - als onderdeel van de Vandaalse oorlog, waarmee de Romeinen al sinds 461 in oorlog waren - een grootschalige campagne tegen de Vandalen voorbereid, die zou worden ondernomen door een Oost-Romeinse vloot met landtroepen onder het opperbevel van keizer Leo's zwager, Basiliscus. Anthemius benoemde Marcellinus, ook om tegenwicht te hebben tegen Ricimer, als tweede keizerlijke generaal en opperbevelhebber van de West-Romeinse troepen die bij de veldtocht betrokken waren; tegelijkertijd gaf hij hem de titel van patricius. Zo maakte hij hem in rang gelijk aan Ricimer, een maatregel die nieuw was omdat tot dan toe alleen de opperbevelhebber deze eretitel had gedragen. Terwijl Marcellinus Sardinië en Sicilië wist te heroveren op de Vandalen, mislukte de opmars van de rest van het leger en de vloot tegen Carthago, de hoofdstad van de Vandaalse koning rex Geiserik, aan de kust. Deze koning slaagde erin de Romeinse vloot bij Kaap Bon met vuurschepen te vernietigen, waarna de landtroepen zich terugtrokken op Oost-Romeins grondgebied. Kort daarna, in augustus 468, werd Marcellinus vermoord door een van zijn officieren op Sicilië. De vraag of Ricimer achter deze aanval zat is nog altijd onbeantwoord: primaire en latere bronnen spreken geen beschuldiging uit die uitdrukkelijk tegen Ricimer is gericht, terwijl met de moord op Marcelinnus, Ricimer wel een gevaarlijke rivaal verloor. Na de dood van Marcellinus viel Sicilië terug in handen van de Vandalen.

## Persoonlijkheid en nasleep
Marcellinus was geen christen, maar een toegewijde volgeling van de oude culten en onderhield vriendschappen met heidense filosofen; hij zou ook als waarzegger hebben gewerkt.Militair wordt hij als een bekwame legercommandant beschouwd die zijn soldaten goed uitrustte en leidde.